# Contea di Huanglong
La contea di Huanglong (黄龙县S, Huánglóng XiànP) è una contea della Cina, situata nella provincia dello Shaanxi e amministrata dalla prefettura di Yan'an.